# M6 (televisiezender)
M6 is een Franse commerciële televisiezender. M6 is in eigendom van een gelijknamig bedrijf Groupe M6. M6 zendt via satellietpositie Eutelsat 5° West uit naar Frankrijk en via Eutelsat 9° Oost naar Zwitserland. Sinds 2004 is M6 na TF1 de tweede commerciële zender van Frankrijk. Groupe M6 is voor 48% in handen van RTL Group dat weer in handen is van het Duitse mediaconcern Bertelsmann.
Andere televisiezenders in van het bedrijf zijn: het digitale kanaal W9 en de digitale kanalen 6ter, Gulli, M6 Music, MCM, RFM TV, Canal J en Serie Club. Verder is M6 sinds 2001 eigenaar van de voetbalclub Girondins de Bordeaux en eigenaar van de Franse radiozenders RTL, RTL2 en Fun Radio.
In mei 2021 kondigden de Franse mediagroep Groupe M6 en TF1 Group een fusie aan. De twee zijn nog concurrenten, maar na de fusie zijn synergievoordelen te behalen zoals de bundeling van de reclame verkooporganisatie. Na de fusie heeft het 30% van de kijkers in Frankrijk en een marktaandeel van 75% van de TV reclame-inkomsten. Bouygues wordt meerderheidsaandeelhouder van de nieuwe entiteit met belang van 30%. RTL Group wordt de op een na grootste aandeelhouder. De combinatie heeft een jaaromzet van meer dan 3 miljard euro. Op 20 september 2022 maakte de Franse mededingingsautoriteit bekend de fusie alleen goed te keuren als zij een zender zouden afstoten. TF1 en M6 weigerden hierop in te gaan waarmee de fusie van de baan is.
Na de mislukte fusie kondigde RTL Group in september 2022 het aandelenbelang in de zender te gaan verkopen.